# Герб комуни Марк
Герб комуни Марк (швед. Marks kommunvapen) — символ шведської адміністративно-територіальної одиниці місцевого самоврядування комуни Марк. 

## Історія
Герб комуни офіційно зареєстровано 1974 року.
Герби давніших адміністративних утворень, що увійшли до складу комуни, більше не використовуються.

Герб муніципалітету Чінна (1934–1946) Герб чепінга Чінна (1947–1970)
Герб чепінга Скене (1953–1970)
Герб ландскомуни Сетіла (1956–1970)

## Опис (блазон)
Щит розтятий двічі, у правому чорному полі золотий колос, у середньому золотому полі — чотири чорні кулі, у лівому чорному полі — золотий ткацький човник.

## Зміст
Сюжет герба з кулями походить з давньої печатки гераду (територіальної сотні) Марк. Колос уособлює сільське господарство. Ткацький човник символізує розвинуте ткацтво.      